# Ofog
Ofog − Direkt aktion för fred var ett svenskt nätverk som arbetade mot militarism och kärnvapen och för en fredligare värld med icke-våldsmetoder och civil olydnad. De har främst gjort sig kända för direkt aktion mot kärnvapen och vapenindustrin. De utförde symbolisk avrustning genom skadegörelse av bland annat vapendelar på vapenindustrier, men även andra demonstrationer i syfte att få mediauppmärksamhet kring vapenexportens konsekvenser.  
Nätverket startades våren 2002 och är partipolitiskt och religiöst obundet. Ofog är inte en formell organisation utan ett nätverk där vem som helst får handla i Ofogs namn, så länge de följer de riktlinjer som formuleras i Ofogs plattform.
Inga rapporterade aktioner har skett sedan 2017.

## Metoder

### Dialog
Ofog var öppna med vilka de var och vad de gjorde, och de förespråkade dialog som ett viktigt verktyg för att förändra samhället. Nätverket har arrangerat samtalsträffar med Inspektionen för strategiska produkter (ISP), Saab Aerosystems, Saab Bofors Dynamics och med BAE Systems. 
Nätverket höll också föreläsningar och workshops där de berättade om sig själva, sina metoder och om vapenindustrin. De har arrangerat manifestationer, seminarier, konserter och upprop, spelat gatuteater och deltagit i demonstrationer. Ofog använde sig av civil olydnad vilket innebär att de gjorde öppna och icke-våldsliga aktioner och att de tog konsekvenserna av sitt lagbrott. Rättegången blev en dialog där den åtalade hävdade sin tolkning av lagen och diskuterade den med representanter för lagstiftarna.

### Aktioner
Ofog använde sig ofta av direkt aktion. Nätverket har både arrangerat massaktioner, och direkta avrustningsaktioner. 
Under Ofogs tidigare år deltog nätverket i massolydnadsaktioner i Europa. I Skottland och England deltog de i aktioner mot Storbritanniens kärnvapen, arrangerade av Trident Ploughshares och Campaign for Nuclear Disarmament (CND). I Belgien deltog de i kampanjer mot Belgiens kärnvapen genom kampanjen Bomspotting.
2006 började Ofog fokusera mer på svensk vapenexport, framförallt genom kampanjerna Disarm, Avrusta och War starts here.  
Ofog har gjort återkommande så kallade "motrekryteringsaktioner" där de kritiserade försvarsmaktens rekryteringsarbete, framför allt bland unga.
2011 genomfördes en uppmärksammad aktion mot försvarsmaktens deltagande i Stockholm Pride. Ofog gjorde en die-in framför försvarsmaktens reklamtält i Pride Park, och under paraden gick Ofogs aktivister bakom försvarsanställda med plakat med texter som ”Jag är lika bra på att döda som straighta soldater”.

### Rättegångar
Mellan våren 2002 och våren 2009 stod aktivister från Ofog åtalade i ett stort antal rättegångar. Där argumenterade de för att deras handlingar är moraliskt och juridiskt försvarbara. Moraliskt, för att vapen dödar, både direkt (genom att de säljs till länder som ligger i krig och som bryter mot mänskliga rättigheter) och indirekt (genom att fattiga länder köper svenska vapensystem istället för att lägga pengarna på att mätta sina hungriga). Juridiskt, då de påstår att folkrätten skulle förbjuda innehav av kärnvapen. De påstår också att svensk vapenexport till krigförande länder och diktaturer bryter mot svensk lag. Ofog har i rättegångar också hänvisat till lagens stadganden om nödvärnsrätt som de påstår motiverar gruppens handlingar som de påstår kan rädda liv i konfliktområden och i fattiga länder.
Våren 2009 var Ofog först i Sverige med att lägga ut filmer från en rättegång på Youtube (bildupptagning vid rättegångar är olagligt i Sverige). På filmerna förklarade bland andra Pelle Strindlund och Catherine Laska hur de hade slagit sönder vapendelar som skulle exporteras till Indien och till USA.
Ofog har i svenska domstolar inte fått lika mycket gehör för sina argument som aktivister i bland annat Storbritannien har fått, där bland annat Seeds of Hope frikändes för sin aktion mot ett Hawk stridsflygplan som skulle exporteras till kriget i Östtimor.

## Kampanjer

### Avrustningslägret Disarm
Avrustningslägret Disarm arrangerades av Ofog i Karlskoga sommaren 2007 och 2008.

### Kampanjen Avrusta
Avrusta är en kampanj mot svensk vapenexport som lanserades hösten 2008 och avslutades 2010. Kampanjen använde sig av opinionsbildning och civil olydnad för att skapa debatt om vapenexporten och för att påbörja det praktiska avrustningsarbetet. 
Sedan kampanjen startade har den organiserat flera uppmärksammade avrustningsaktioner mot den svenska vapenexporten. Natten till den 16 oktober 2008 tog sig aktivister från Ofog in på vapenfabriker i Eskilstuna och Karlskoga. Två av dem tog sig in på Saab Bofors Dynamics i Eskilstuna och hamrade och rispade på 14 Carl Gustaf granatgevär. Samma natt tog sig två andra in på BAE Systems på Bofors industriområde i Karlskoga. Där hamrade de och rispade på delar till Fälthaubits 77B, som skulle exporteras till Indien.
Natten till den 22 mars 2009 tog sig tre aktivister in på Saabs fabrik i Linköping med syfte att sabotera Jas 39 Gripen. De tog sig in på fabriken genom att klippa upp ett stängsel. Inne på området hölls en tyst minut för de 20 barn som varje minut dör av fattigdomsrelaterade orsaker. Aktivisterna greps sedan i den byggnad där flygplanen förvaras, men de hann inte starta sabotaget. De greps under lugna former av väktare. 
Kampanjen Avrusta fick stöd av bland andra K.G. Hammar, Sven Wollter, Mikael Wiehe och nobelpristagaren Desmond Tutu.

### War starts here
Under 2010 och 2011 arrangerade Ofog kampanjen War starts here − en serie aktioner, manifestationer och föreläsningar för att belysa Sveriges delaktighet i krig och konfliktområden.  
Våren 2011 genomförde Ofog en sverigeturne tillsammans med Right Livelihood-pristagaren Angie Zelter. En central del av kampanjen var ett internationellt fredsläger i Luleå 22−29 juli 2011. Under lägret arrangerades ett seminarium om fred och säkerhet tillsammans med War Resisters' International (WRI). Talare och workshopledare kom från 17 länder, från bland annat Same Ätnam, War Resisters League, Greenpeace, Red Juvenil i Colombia, New Profile i Israel, Ceasefire campaign i Sydafrika, med flera. Lägret avslutades med en massaktion vid det militära övningsfältet NEAT i Norrbotten.